# Partido Solidario de la Patria
El Partido Solidario de la Patria (en malayo: Parti Solidariti Tanah Airku Rakyat SABAH), abreviado como STAR, es un partido político malasio de ámbito estatal que funciona en el estado de Sabah, sucesor del Partido de la Reforma Estatal. Se fundó el 14 de julio de 2016 bajo el liderazgo de Jeffrey Kitingan. Fue miembro de la Alianza Unida de Sabah (USA) junto al Partido Progresista de Sabah (SUPP).
En las elecciones federales de 2018, logró un escaño en el Dewan Rakyat (el de su líder, Kitingan) y dos a nivel estatal. Inicialmente, trataron de formar un gobierno de coalición con el oficialista Barisan Nasional (que contaba con 29 de los 60 escaños), para lograr una mayoría de gobierno. Sin embargo, una serie de deserciones del BN después de las elecciones dieron el gobierno estatal al Pakatan Harapan, por lo que en la actualidad se encuentra en la oposición.